# Аксиома регулярности
Аксиомой регулярности (иначе аксиомой фундирования, аксиомой основания) называется следующее высказывание теории множеств:
{\displaystyle \forall a\ (a\neq \varnothing \to \exists b\ (b\in a\ \land \ a\cap b=\varnothing )\ )}, где {\displaystyle a\cap b=\varnothing \Leftrightarrow \forall c\ (c\in b\to c\notin a)}
Словесная формулировка:
В любом непустом семействе множеств {\displaystyle a} есть множество {\displaystyle b}, каждый элемент {\displaystyle c} которого не принадлежит данному семейству {\displaystyle a}.
Из аксиомы регулярности и аксиомы пары можно вывести следствия «Никакое множество не является элементом самого себя» и «Не существует бесконечной последовательности множеств, где каждое следующее является элементом предыдущего».

## Историческая справка
Аксиома фундирования указана П. Бернайсом и К. Гёделем в 1941 году и заменила аксиому регулярности, предложенную Дж. фон Нейманом в 1925 году.